# Isaac Osbourne
Isaac Osbourne (ur. 22 czerwca 1986 w Birmingham) – Anglik, gracz Aberdeen.
Jest wychowankiem swojego obecnego klubu, Coventry. W sezonie 2002/2003 mając 16 lat zadebiutował w pierwszym zespole. W 2006 roku został wypożyczony do grającego w League One Crewe Alexandra.
Jego bratem jest Isaiah Osbourne, były gracz Aston Villi.